# Stanislav Purkart
Stanislav Purkart (* 8. září 1969) je bývalý český fotbalový záložník.

## Fotbalová kariéra
V české lize hrál za FC Viktoria Plzeň. V české lize nastoupil ve 162 utkáních a dal 18 gólů. Ve druhé lize hrál za SK Tatran Poštorná, na vojně hrál za VTJ Karlovy Vary.

## Trenérská kariéra
Ve druhé lize trénoval FK Baník Sokolov a ve třetí nejvyšší soutěži Domažlice a Karlovy Vary.

## Ligová bilance
| Ročník                          | Zápasy | Góly | Klub              |
| ------------------------------- | ------ | ---- | ----------------- |
| 1. česká fotbalová liga 1993/94 | 27     | 3    | FC Viktoria Plzeň |
| 1. česká fotbalová liga 1994/95 | 29     | 3    | FC Viktoria Plzeň |
| 1. česká fotbalová liga 1995/96 | 27     | 2    | FC Viktoria Plzeň |
| 1. česká fotbalová liga 1996/97 | 25     | 3    | FC Viktoria Plzeň |
| 1. Gambrinus liga 1997/98       | 25     | 5    | FC Viktoria Plzeň |
| 1. Gambrinus liga 1998/99       | 29     | 2    | FC Viktoria Plzeň |
| CELKEM                          | 162    | 18   |                   |